# 新維日瓦
51°24′0″N 24°24′50″E / 51.40000°N 24.41389°E
新維日瓦（烏克蘭語：Нова Вижва），是烏克蘭的村落，位於該國西部沃倫州，由科韋利區負責管轄，始建於1508年，面積6.96平方公里，海拔高度165米，2010年人口638。